# Broughtonia cubensis
Broughtonia cubensis är en orkidéart som först beskrevs av John Lindley, och fick sitt nu gällande namn av Célestin Alfred Cogniaux. Broughtonia cubensis ingår i släktet Broughtonia och familjen orkidéer. Inga underarter finns listade i Catalogue of Life.